# Оратовский район
Ора́товский райо́н (укр. Оратівський район) — упразднённая административная единица на востоке Винницкой области Украины. Административный центр — посёлок городского типа Оратов.

## География
Площадь — 870 км² (20-е место среди районов).
Основные реки — Роська, Горный Тикич.

## История
Район образован в 1979 году.
17 июля 2020 года в результате административно-территориальной реформы район вошёл в состав Винницкого района.

## Демография
Население района составляет 22 218 человек (на 1 июня 2013 года), в том числе городское население 2 857 человек (12,85 %), сельское — 19 361 человек (87,15 %).

## Административное устройство
Количество советов (рад):
- городских — 0
- поселковых — 1
- сельских — 27

## Населённые пункты
Количество населённых пунктов:
- городов районного значения — 0
- посёлков городского типа — 1 (Оратов)
- сёл — 50
- посёлков сельского типа — 4

Всего насчитывается 55 населённых пунктов.